# Prêmio Minuano de Literatura
Prêmio Minuano de Literatura é um prêmio literário criado em 2018 pelo Instituto Estadual do Livro (IEL), órgão da Secretaria de Estado da Cultura do Governo do Estado do Rio Grande do Sul, em parceria com o Instituto de Letras da UFRGS e a Associação Lígia Averbuck. Seu objetivo é reconhecer a produção literária de todo o Estado, já que o Prêmio Açorianos é voltado apenas para a capital, Porto Alegre. São premiados livros de autores e/ou editoras do Rio Grande do Sul nas categorias: Crônica, Ilustração, Juvenil, Infantil, Conto, Ficção (romance/novela) e Poesia. Até 2019 havia também uma categoria para histórias em quadrinhos.